# Présidence du Conseil de sécurité des Nations unies

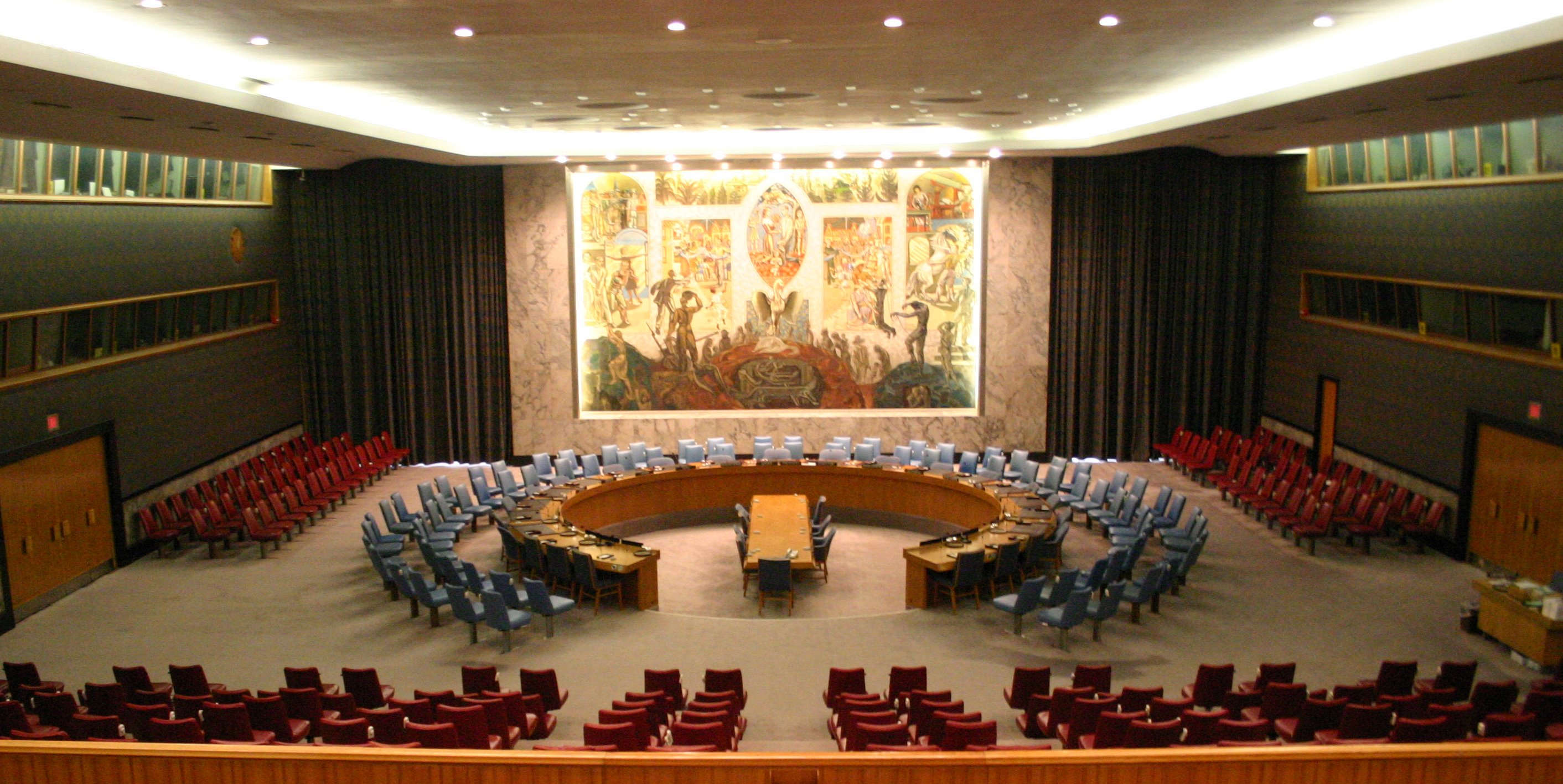

Le Conseil de sécurité des Nations unies est présidé pour une période d'un mois par un pays membre du Conseil de sécurité, selon l'ordre alphabétique anglais des noms des pays. La présidence est tournante et assurée par le chef de la délégation au Conseil de sécurité.

## Liste des pays présidents du conseil de sécurité

### Années 2005-2009
| Année | Mois      | Présidence  | Nom du membre                                                           |
| ----- | --------- | ----------- | ----------------------------------------------------------------------- |
| 2005  | Janvier   | Argentine   | César Mayoral (en) et Rafael Bielsa                                     |
| 2005  | Février   | Benin       | Joel W. Adechi et Rogatien Biaou                                        |
| 2005  | Mars      | Brésil      | Ronaldo Mota Sardenberg (en)                                            |
| 2005  | Avril     | Chine       | Wang Guangya (en) et Zhang Yishan                                       |
| 2005  | Mai       | Danemark    | Ellen Margrethe Løj (en), Lars Faaborg-Andersen (en) et Per Stig Møller |
| 2005  | Juin      | France      | Jean-Marc de La Sablière, Michel Duclos (de) et Brigitte Collet         |
| 2005  | Juillet   | Grèce       | Adamantios Vassilakis (en)                                              |
| 2005  | Août      | Japon       | Kenzo Oshima (en)                                                       |
| 2005  | Septembre | Philippines | Lauro L. Baja, Jr. (en) et Bayani Mercado                               |
| 2005  | Octobre   | Roumanie    | Mihnea Motoc et Mihai Răzvan Ungureanu                                  |
| 2005  | Novembre  | Russie      | Andreï Denissov                                                         |
| 2005  | Décembre  | Royaume-Uni | Emyr Jones Parry (en)                                                   |

### Années 2011-2014
| Année | Mois      | Présidence         | Nom du membre                                                           | Mandat du membre se termine |
| ----- | --------- | ------------------ | ----------------------------------------------------------------------- | --------------------------- |
| 2011  | Janvier   | Bosnie-Herzégovine | Ivan Barbalić (en)                                                      | 31 décembre 2011            |
|       | Février   | Brésil             | Maria Luiza Ribeiro Viotti (en)                                         | 31 décembre 2011            |
|       | Mars      | Chine              | Li Baodong                                                              | Membre permanent            |
|       | Avril     | Colombie           | Juan Manuel Santos et Néstor Osorio Londoño (en)                        | 31 décembre 2012            |
|       | Mai       | France             | Gérard Araud                                                            | Membre permanent            |
|       | Juin      | Gabon              | Ali Bongo Ondimba, Alfred Moungara Moussotsi et Emmanuel Issoze-Ngondet | 31 décembre 2011            |
|       | Juillet   | Allemagne          | Peter Wittig et Guido Westerwelle                                       | 31 décembre 2012            |
|       | Août      | Inde               | Hardeep Singh Puri (en)                                                 | 31 décembre 2012            |
|       | Septembre | Liban              | Nawaf Salam, Michel Suleiman et Najib Mikati                            | 31 décembre 2011            |
|       | Octobre   | Nigeria            | Joy Ogwu                                                                | 31 décembre 2011            |
|       | Novembre  | Portugal           | José Filipe Moraes Cabral (en)                                          | 31 décembre 2012            |
|       | Décembre  | Russie             | Vitaly Churkin                                                          | Membre permanent            |
| 2012  | Janvier   | Afrique du Sud     | Baso Sangqu (en)                                                        | 31 décembre 2012            |
|       | Février   | Togo               | Kodjo Menan (en)                                                        | 31 décembre 2013            |
|       | Mars      | Royaume-Uni        | Mark Lyall Grant (en)                                                   | Membre permanent            |
|       | Avril     | États-Unis         | Susan Rice                                                              | Membre permanent            |
|       | Mai       | Azerbaïdjan        | Agshin Mehdiyev (en) et Ilham Aliyev                                    | 31 décembre 2013            |
|       | Juin      | Chine              | Li Baodong et Wang Min                                                  | Membre permanent            |
|       | Juillet   | Colombie           | Néstor Osorio Londoño                                                   | 31 décembre 2012            |
|       | Août      | France             | Gérard Araud                                                            | membre permanent            |
|       | Septembre | Allemagne          | Peter Wittig                                                            | 31 décembre 2012            |
|       | Octobre   | Guatemala          | Gert Rosenthal et Harold Caballeros                                     | 31 décembre 2013            |
|       | Novembre  | Inde               | Hardeep Singh Puri                                                      | 31 décembre 2012            |
|       | Décembre  | Maroc              | Mohammed Loulichki et Saad-Eddine El Othmani                            | 31 décembre 2013            |
| 2013  | Janvier   | Pakistan           | Masood Khan et Hina Rabbani Khar                                        | 31 décembre 2013            |
|       | Février   | Corée du Sud       | Kim Sook et Kim Sung-hwan                                               | 31 décembre 2014            |
|       | Mars      | Russie             | Vitaly Churkin                                                          | Membre permanent            |
|       | Avril     | Rwanda             | Eugène-Richard Gasana et Louise Mushikiwabo                             | 31 décembre 2014            |
|       | Mai       | Togo               | Kodjo Menan                                                             | 31 décembre 2013            |
|       | Juin      | Royaume-Uni        | Mark Lyall Grant                                                        | Membre permanent            |
|       | Juillet   | États-Unis         | Rosemary DiCarlo                                                        | membre permanent            |
|       | Août      | Argentine          | María Perceval et Agustín Rossi                                         | 31 décembre 2014            |
|       | Septembre | Australie          | Gary Quinlan et Julie Bishop                                            | 31 décembre 2014            |
|       | Octobre   | Azerbaïdjan        | Agshin Mehdiyev et Elmar Mammadyarov                                    | 31 décembre 2013            |
|       | Novembre  | Chine              | Liu Jieyi                                                               | membre permanent            |
|       | Décembre  | France             | Gérard Araud et Alexis Lamek                                            | membre permanent            |
| 2014  | Janvier   | Jordanie           | Zeid Ra'ad Zeid Al-Hussein                                              | 31 décembre 2015            |
|       | Février   | Lituanie           | Raimonda Murmokaitė et Linas Antanas Linkevičius                        | 31 décembre 2015            |
|       | Mars      | Luxembourg         | Sylvie Lucas                                                            | 31 décembre 2014            |
|       | Avril     | Nigeria            | Joy Ogwu                                                                | 31 décembre 2015            |
|       | Mai       | Corée du Sud       | Oh Joon                                                                 | 31 décembre 2014            |
|       | Juin      | Russie             | Vitaly Churkin                                                          | Membre permanent            |
|       | Juillet   | Rwanda             | Eugène-Richard Gasana                                                   | 31 décembre 2014            |
|       | Août      | Royaume-Uni        | Mark Lyall Grant                                                        | Membre permanent            |
|       | Septembre | États-Unis         | Samantha Power                                                          | Membre permanent            |
|       | Octobre   | Argentine          | María Cristina Perceval                                                 | 31 décembre 2014            |
|       | Novembre  | Australie          | Gary Quinlan                                                            | 31 décembre 2014            |
|       | Décembre  | Tchad              | Mahamat Zene Cherif                                                     | 31 décembre 2015            |

### Années 2015-2019
| Année | Mois      | Présidence             | Nom du membre                                            | Mandat du membre se termine |
| ----- | --------- | ---------------------- | -------------------------------------------------------- | --------------------------- |
| 2015  | Janvier   | Chili                  | Cristian Barros                                          | 31 décembre 2016            |
|       | Février   | Chine                  | Liu Jieyi                                                | Membre permanent            |
|       | Mars      | France                 | François Delattre                                        | Membre permanent            |
|       | Avril     | Jordanie               | Dina Kawar                                               | 31 décembre 2015            |
|       | Mai       | Lituanie               | Raimonda Murmokaitė                                      | 31 décembre 2015            |
|       | Juin      | Malaisie               | Ramlan Bin Ibrahim                                       | 31 décembre 2016            |
|       | Juillet   | Nouvelle-Zélande       | Gerard van Bohemen                                       | 31 décembre 2016            |
|       | Août      | Nigeria                | Joy Ogwu                                                 | 31 décembre 2015            |
|       | Septembre | Russie                 | Vitaly Churkin                                           | Membre permanent            |
|       | Octobre   | Espagne                | Román Oyarzun Marchesi                                   | 31 décembre 2016            |
|       | Novembre  | Royaume-Uni            | Matthew Rycroft                                          | Membre permanent            |
|       | Décembre  | États-Unis             | Samantha Power                                           | Membre permanent            |
| 2016  | Janvier   | Uruguay                | Elbio Rosselli                                           | 31 décembre 2017            |
|       | Février   | Venezuela              | Rafael Darío Ramírez Carreño                             | 31 décembre 2016            |
|       | Mars      | Angola                 | Gaspar Martins                                           | 31 décembre 2016            |
|       | Avril     | Chine                  | Liu Jieyi                                                | Membre permanent            |
|       | Mai       | Égypte                 | Amr Abdellatif Aboulatta                                 | 31 décembre 2017            |
|       | Juin      | France                 | François Delattre                                        | Membre permanent            |
|       | Juillet   | Japon                  | Koro Bessho                                              | 31 décembre 2017            |
|       | Août      | Malaisie               | Ramlan Bin Ibrahim et Ahmad Zahid Hamidi                 | 31 décembre 2016            |
|       | Septembre | Nouvelle-Zélande       | Gerard van Bohemen et John Key                           | 31 décembre 2016            |
|       | Octobre   | Russie                 | Vitaly Churkin                                           | Membre permanent            |
|       | Novembre  | Sénégal                | Fodé Seck                                                | 31 décembre 2017            |
|       | Décembre  | Espagne                | Román Oyarzun Marchesi                                   | 31 décembre 2016            |
| 2017  | Janvier   | Suède                  | Olof Skoog                                               | 31 décembre 2018            |
|       | Février   | Ukraine                | Volodymyr Yelchenko                                      | 31 décembre 2017            |
|       | Mars      | Royaume-Uni            | Matthew Rycroft                                          | Membre permanent            |
|       | Avril     | États-Unis             | Nikki Haley                                              | Membre permanent            |
|       | Mai       | Uruguay                | Elbio Rosselli                                           | 31 décembre 2017            |
|       | Juin      | Bolivie                | Sacha Llorenty                                           | 31 décembre 2018            |
|       | Juillet   | Chine                  | Liu Jieyi                                                | Membre permanent            |
|       | Août      | Égypte                 | Amr Abdellatif Aboulatta                                 | 31 décembre 2017            |
|       | Septembre | Éthiopie               | Tekeda Alemu                                             | 31 décembre 2018            |
|       | Octobre   | France                 | François Delattre                                        | Membre permanent            |
|       | Novembre  | Italie                 | Sebastiano Cardi                                         | 31 décembre 2018            |
|       | Décembre  | Japon                  | Koro Bessho                                              | 31 décembre 2017            |
| 2018  | Janvier   | Kazakhstan             | Kaïrat Oumarov                                           | 31 décembre 2018            |
|       | Février   | Koweït                 | Mansour Ayyad Al-Otaibi                                  | 31 décembre 2019            |
|       | Mars      | Pays-Bas               | Karel van Oosterom, Sigrid Kaag, Stef Blok et Mark Rutte | 31 décembre 2018            |
|       | Avril     | Pérou                  | Gustavo Meza-Cuadra                                      | 31 décembre 2019            |
|       | Mai       | Pologne                | Joanna Wronecka, Andrzej Duda et Jacek Czaputowicz       | 31 décembre 2019            |
|       | Juin      | Russie                 | Vasily Alekseevich Nebenzya                              | Membre permanent            |
|       | Juillet   | Suède                  | Olof Skoog                                               | 31 décembre 2018            |
|       | Août      | Royaume-Uni            | Karen Pierce                                             | Membre permanent            |
|       | Septembre | États-Unis             | Nikki Haley, Donald Trump et Mike Pompeo                 | Membre permanent            |
|       | Octobre   | Bolivie                | Sacha Llorenty                                           | 31 décembre 2018            |
|       | Novembre  | Chine                  | Ma Zhaoxu                                                | Membre permanent            |
|       | Décembre  | Côte d'Ivoire          | Kacou Houadja Léon Adom et Alassane Ouattara             | 31 décembre 2019            |
| 2019  | Janvier   | République dominicaine | Francisco Antonio Cortorreal et Danilo Medina            | 31 décembre 2020            |
|       | Février   | Guinée équatoriale     | Anatolio Ndong Mba et Teodoro Obiang Nguema Mbasogo      | 31 décembre 2019            |
|       | Mars      | France                 | François Delattre                                        | Membre permanent            |
|       | Avril     | Allemagne              | Christoph Heusgen                                        | 31 décembre 2020            |
|       | Mai       | Indonésie              | Dian Triansyah Djani et Retno Marsudi                    | 31 décembre 2020            |
|       | Juin      | Koweït                 | Mansour Al-Otaibi et Sabah Al-Khalid Al-Sabah            | 31 décembre 2019            |
|       | Juillet   | Pérou                  | Gustavo Meza-Cuadra et Néstor Bardales                   | 31 décembre 2019            |
|       | Août      | Pologne                | Joanna Wronecka                                          | 31 décembre 2019            |
|       | Septembre | Russie                 | Vasily Nebenzya                                          | Membre permanent            |
|       | Octobre   | Afrique du Sud         | Jerry Matthews Matjila                                   | 31 décembre 2020            |
|       | Novembre  | Royaume-Uni            | Karen Pierce                                             | Membre permanent            |
|       | Décembre  | États-Unis             | Kelly Craft                                              | Membre permanent            |

### Années 2020-2024
| Année | Mois      | Présidence                      | Nom du membre                      | Mandat du membre se termine |
| ----- | --------- | ------------------------------- | ---------------------------------- | --------------------------- |
| 2020  | Janvier   | Vietnam                         | Đặng Đình Quý et Phạm Bình Minh    | 31 décembre 2021            |
|       | Février   | Belgique                        | Marc Pecsteen de Buytswerve        | 31 décembre 2020            |
|       | Mars      | Chine                           | Zhang Jun                          | Membre permanent            |
|       | Avril     | République dominicaine          | José Singer Weisinger              | 31 décembre 2020            |
|       | Mai       | Estonie                         | Sven Jürgenson                     | 31 décembre 2021            |
|       | Juin      | France                          | Nicolas de Rivière                 | Membre permanent            |
|       | Juillet   | Allemagne                       | Christoph Heusgen                  | 31 décembre 2020            |
|       | Août      | Indonésie                       | Dian Triansyah Djani               | 31 décembre 2020            |
|       | Septembre | Niger                           | Abdou Abarry                       | 31 décembre 2021            |
|       | Octobre   | Russie                          | Vasily Alekseevich Nebenzya        | Membre permanent            |
|       | Novembre  | Saint-Vincent-et-les-Grenadines | Inga Rhonda King                   | 31 décembre 2021            |
|       | Décembre  | Afrique du Sud                  | Jeremiah Nyamane Kingsley Mamabolo | 31 décembre 2020            |
| 2021  | Janvier   | Tunisie                         | Tarek Ladeb                        | 31 décembre 2021            |
|       | Février   | Royaume-Uni                     | Barbara Woodward                   | Membre permanent            |
|       | Mars      | États-Unis                      | Linda Thomas-Greenfield            | Membre permanent            |
|       | Avril     | Vietnam                         | Đặng Đình Quý                      | 31 décembre 2021            |
|       | Mai       | Chine                           | Zhang Jun                          | Membre permanent            |
|       | Juin      | Estonie                         | Sven Jürgenson                     | 31 décembre 2021            |
|       | Juillet   | France                          | Nicolas de Rivière                 | Membre permanent            |
|       | Août      | Inde                            | T. S. Tirumurti                    | 31 décembre 2022            |
|       | Septembre | Irlande                         | Geraldine Byrne Nason              | 31 décembre 2022            |
|       | Octobre   | Kenya                           | Martin Kimani                      | 31 décembre 2022            |
|       | Novembre  | Mexique                         | Juan Ramón de la Fuente            | 31 décembre 2022            |
|       | Décembre  | Niger                           | Abdou Abarry                       | 31 décembre 2021            |
| 2022  | Janvier   | Norvège                         | Mona Juul                          | 31 décembre 2022            |
|       | Février   | Russie                          | Vasily Alekseevich Nebenzya        | Membre permanent            |
|       | Mars      | Émirats arabes unis             | Lana Zaki Nusseibeh                | 31 décembre 2023            |
|       | Avril     | Royaume-Uni                     | Barbara Woodward                   | Membre permanent            |
|       | Mai       | États-Unis                      | Linda Thomas-Greenfield            | Membre permanent            |
|       | Juin      | Albanie                         | Ferit Hoxha                        | 31 décembre 2023            |
|       | Juillet   | Brésil                          | Ronaldo Costa Filho                | 31 décembre 2023            |
|       | Août      | Chine                           | Zhang Jun                          | Membre permanent            |
|       | Septembre | France                          | Nicolas de Rivière                 | Membre permanent            |
|       | Octobre   | Gabon                           | Michel Xavier Biang                | 31 décembre 2023            |
|       | Novembre  | Ghana                           | Harold Agyeman                     | 31 décembre 2023            |
|       | Décembre  | Inde                            | T. S. Tirumurti                    | 31 décembre 2022            |
| 2023  | Janvier   | Japon                           | Ishikane Kimihiro                  | 31 décembre 2024            |
|       | Février   | Malte                           | Vanessa Frazier                    | 31 décembre 2024            |
|       | Mars      | Mozambique                      | Pedro Comissário Afonso            | 31 décembre 2024            |
|       | Avril     | Russie                          | Vasily Alekseevich Nebenzya        | Membre permanent            |
|       | Mai       | Suisse                          | Pascale Baeriswyl                  | 31 décembre 2024            |
|       | Juin      | Émirats arabes unis             | Lana Zaki Nusseibeh                | 31 décembre 2023            |
|       | Juillet   | Royaume-Uni                     | Barbara Woodward                   | Membre permanent            |
|       | Août      | États-Unis                      | Linda Thomas-Greenfield            | Membre permanent            |
|       | Septembre | Albanie                         | Ferit Hoxha                        | 31 décembre 2023            |
|       | Octobre   | Brésil                          | Ronaldo Costa Filho                | 31 décembre 2023            |
|       | Novembre  | Chine                           | Zhang Jun                          | Membre permanent            |
|       | Décembre  | Équateur                        | Cristian Espinosa Cañizares        | 31 décembre 2024            |
| 2024  | Janvier   | France                          | Nicolas de Rivière                 | Membre permanent            |
|       | Février   | Guyana                          | Carolyn Rodrigues                  | 31 décembre 2025            |
|       | Mars      | Japon                           | Ishikane Kimihiro                  | 31 décembre 2024            |
|       | Avril     | Malte                           | Vanessa Frazier                    | 31 décembre 2024            |
|       | Mai       | Mozambique                      | Pedro Comissário Afonso            | 31 décembre 2024            |
|       | Juin      | Corée du Sud                    | Hwang Joon-kook                    | 31 décembre 2025            |
|       | Juillet   | Russie                          | Vasily Alekseevich Nebenzya        | Membre permanent            |
|       | Août      | Sierra Leone                    | Michael Imran Kanu                 | 31 décembre 2025            |
|       | Septembre | Slovénie                        | Boštjan Malovrh                    | 31 décembre 2025            |
|       | Octobre   | Suisse                          | Pascale Baeriswyl                  | 31 décembre 2024            |
|       | Novembre  | Royaume-Uni                     | Barbara Woodward                   | Membre permanent            |
|       | Décembre  | États-Unis                      | Linda Thomas-Greenfield            | Membre permanent            |

### Années 2025-2029
| Année | Mois      | Présidence   | Nom du membre           | Mandat du membre se termine |
| ----- | --------- | ------------ | ----------------------- | --------------------------- |
| 2025  | Janvier   | Algérie      | Amar Bendjama           | 31 décembre 2025            |
|       | Février   | Chine        | Fu Cong                 | membre permanent            |
|       | Mars      | Danemark     | Christina Markus Lassen | 31 décembre 2026            |
|       | Avril     | France       | Jérôme Bonnafont        | membre permanent            |
|       | Mai       | Grèce        | Evangelos Sekeris       | 31 décembre 2026            |
|       | Juin      | Guyana       | Carolyn Rodrigues       | 31 décembre 2025            |
|       | Juillet   | Pakistan     | Asim Iftikhar Ahmad     | 31 décembre 2026            |
|       | Août      | Panama       | Eloy Alfaro de Alba     | 31 décembre 2026            |
|       | Septembre | Corée du Sud | Hwang Joon-kook         | 31 décembre 2025            |
|       | Octobre   | Russie       | Vassili Nebenzia        | membre permanent            |
|       | Novembre  | Sierra Leone | Michael Imran Kanu      | 31 décembre 2025            |
|       | Décembre  | Slovénie     | Boštjan Malovrh         | 31 décembre 2025            |